# El justo de las naciones
El justo de las naciones es un drama histórico-militar ruso dirigido por Sergei Ursulyak . Protagonizada por Alexander Yatsenko, Sergei Makovetsky, Mark Eidelstein, Lyubov Konstantinova, Yevgeny Tkachuk . La cinta fue estrenada el 15 de febrero de 2023 en la ciudad de San Petersburgo en el cinema “Lenfilm”. Su estreno mundial fue el 16 de febrero de 2023.

## Trama
La película está ambientada en 1942, durante la Gran Guerra Patria . El oficial del Ejército Rojo, Nikolai Kisiliof, recibe la orden de retirar a más de doscientos judíos de las tierras bielorrusas ocupadas detrás de la línea del frente que escaparon milagrosamente de la inevitable y brutal represalia. 
Entre los judíos se encuentran ancianos, mujeres y niños que huyeron milagrosamente de la cruel masacre y exterminación nazi en Bielorrusia y Alemania. Los nazis habían decidido, por orden expresa de Hitler, declarar a Bielorrusia territorio libre de judíos (judenfrei). Estas personas demacradas, atormentadas por el hambre y el miedo, que han perdido a sus familiares y casi han perdido la cabeza por el horror vivido, tendrán que caminar cientos de kilómetros por los senderos del bosque para recuperar la fe y la esperanza de un mundo mejor.

## Reparto
- Alexander Yatsenko como Nikolai Kisiliof, oficial del Ejército Rojo
- Mark Eidelstein como Moshé Tal
- Liubov Konstantinova como Anya
- Yevgeny Tkachuk como "Ferz
- Sergei Makovetsky como Rubén Yankel
- Fedor Dobronravov como Timchuk, comisionado
- Konstantin Khabensky como padre de Moshe Tal
- Chulpan Khamatova como la mamá de Moshe Tal
- Julia Vitruk como Lyuba
- Natalia Savchenko como Nekhama
- María Zolotukhina como Tova Lipnitsky
- Nikolai Butenin como Rogov, oficial especial
- Ildus Abrajmanov como Jabirov, partidista
- Dietmar König como  Schmücker
- Iván Dergachev como "Caballo"
- Vladímir Komárov como Baruj
- Daria Konyzheva como Dina Tal
- Dovale Glikman como Moshe Tal en la edad adulta

## Producción y estreno
La película fue dirigida por Sergei Ursulyak. Alexander Yatsenko recibió el papel principal. Escrita por Gennady Ostrovsky . El rodaje tuvo lugar en 2022 en Rusia, Bielorrusia e Israel, producido por Central Partnership, TRITE y White Media, así como el canal de televisión Russia 1 . La película recibió financiación pública. El primer avance de la película se lanzó en el canal oficial de YouTube de Central Partnership el 12 de enero de 2023.